# Stenocercus melanopygus
Espèce
Statut de conservation UICN

 LC : Préoccupation mineure
Stenocercus melanopygus est une espèce de sauriens de la famille des Tropiduridae.

## Répartition
Cette espèce est endémique de la région de Cajamarca au Pérou. Elle se rencontre entre 2 650 et 3 350 m d'altitude.

## Publication originale
- Boulenger, 1900 : Descriptions of new batrachians and Reptiles collected by Mr. P. O. Simons in Peru. Annals and Magazine of Natural History, ser. 7, vol. 6, p. 181-186 (texte intégral).